# Misodendraceae
Misodendraceae је монотипска фамилија која обухвата 12 врста полупаразитских биљака, које налик имели расту на стаблима јужне букве (Nothofagus). Ареал распрострањења фамилије ограничен је на Јужну Америку. Фамилија постоји у већини класификационих схема скривеносеменица, а систем APG II је сврстава у ред Santalales.